# Best of 00–10
Best of 00–10 – album z największymi przebojami brytyjskiego zespołu muzyki elektronicznej Ladytron, wydany 28 marca 2011 roku nakładem wytwórni Nettwerk.
Kompilacja zawiera zremasterowany materiał z poprzednich albumów studyjnych zespołu, a także dwa wcześniej niepublikowane utwory – główny singel „Ace of Hz” oraz cover utworu „Little Black Angel” z 1992 roku zespołu Death in June. Ukazała się również wersja deluxe z dodatkowym dyskiem zawierającym 17 utworów oraz 80-stronicową książeczkę ze zdjęciami. 
Kilka piosenek na kompilacji Best of 00–10 nie są wersjami pochodzącymi z albumów studyjnych. Utwór „Blue Jeans” to właściwie „Blue Jeans 2.0” z albumu Light & Magic (Remixed & Rare), „Evil” jest przeróbką utworu z albumu Light & Magic, który trwa ponad 5 i pół minuty, natomiast „USA vs White Noise” nie jest wersją z albumu Light & Magic.

## Kontekst i produkcja
Zespół Ladytron informację o planach wydania kompilacji zawierających swoje najlepsze przeboje ujawnił już w połowie listopada 2009 roku, planując wówczas ją wydać na wiosnę następnego roku. Chcieli oni w ten sposób uczcić 10. rocznicę istnienia zespołu, a Reuben Wu powiedział w wywiadzie dla serwisu Spinner: „Mamy już kilka pomysłów na nasz następny album, ale myślę, że najpierw wydamy Best of Ladytron. Skoro nagraliśmy cztery albumy, myślę, że nadszedł czas, żeby stworzyć coś takiego”. Wu zapewnił także, że oprócz muzyki kompilacja będzie zawierać również grafiki, które zespół stworzył na potrzeby swoich koncertów.
W tym czasie Ladytron był po wydaniu w 2008 roku albumu Velocifero oraz współpracował z Christiną Aguilerą nad jej nowym albumem Bionic. Pracował także nad swoim piątym albumu studyjnym Gravity the Seducer.
Producentami albumu kompilacyjnego Best of 00–10 byli: Daniel Hunt, Jim Abbiss, Mickey Petralia oraz cały zespół Ladytron, a dodatkowo także: Michael Fitzpatrick, Lance Thomas, Alessandro Cortini i Vicarious Bliss.

## Lista utworów
| Best of 00–10 | Best of 00–10                        | Best of 00–10 |
| Nr            | Tytuł utworu                         | Długość       |
| ------------- | ------------------------------------ | ------------- |
| 1.            | „Destroy Everything You Touch”       | 4:38          |
| 2.            | „International Dateline”             | 4:18          |
| 3.            | „Seventeen”                          | 4:39          |
| 4.            | „Discotraxx”                         | 3:51          |
| 5.            | „Tomorrow”                           | 3:37          |
| 6.            | „Soft Power”                         | 5:20          |
| 7.            | „Ghosts”                             | 4:30          |
| 8.            | „Fighting in Built Up Areas”         | 4:01          |
| 9.            | „Playgirl”                           | 3:51          |
| 10.           | „Blue Jeans”                         | 3:46          |
| 11.           | „Cracked LCD”                        | 2:33          |
| 12.           | „Deep Blue”                          | 5:04          |
| 13.           | „Light & Magic”                      | 3:36          |
| 14.           | „Runaway”                            | 4:50          |
| 15.           | „The Last One Standing”              | 3:13          |
| 16.           | „Little Black Angel” (Death in June) | 3:32          |
| 17.           | „Ace of Hz”                          | 3:33          |
|               |                                      | 1:08:52       |

| Best of 00–10 (wersja deluxe, bonusowy dysk) | Best of 00–10 (wersja deluxe, bonusowy dysk) | Best of 00–10 (wersja deluxe, bonusowy dysk) |
| Nr                                           | Tytuł utworu                                 | Długość                                      |
| -------------------------------------------- | -------------------------------------------- | -------------------------------------------- |
| 1.                                           | „The Reason Why”                             | 4:16                                         |
| 2.                                           | „Whitelightgenerator”                        | 4:01                                         |
| 3.                                           | „Mu-Tron”                                    | 3:00                                         |
| 4.                                           | „Black Plastic”                              | 4:19                                         |
| 5.                                           | „The Way That I Found You”                   | 3:31                                         |
| 6.                                           | „True Mathematics”                           | 2:24                                         |
| 7.                                           | „High Rise”                                  | 4:54                                         |
| 8.                                           | „Black Cat”                                  | 5:10                                         |
| 9.                                           | „Another Breakfast with You”                 | 3:04                                         |
| 10.                                          | „USA vs. White Noise”                        | 3:52                                         |
| 11.                                          | „Commodore Rock”                             | 4:48                                         |
| 12.                                          | „Evil”                                       | 4:07                                         |
| 13.                                          | „Beauty *2”                                  | 4:25                                         |
| 14.                                          | „Season of Illusions”                        | 4:01                                         |
| 15.                                          | „Versus”                                     | 5:45                                         |
| 16.                                          | „All the Way…”                               | 4:07                                         |
|                                              |                                              | 1:05:44                                      |

Źródło:

## Single
„Ace of Hz”, jeden z dwóch nowych utworów, które pojawiły się na albumie Best of 00–10, został wydany jako singel kilka miesięcy wcześniej, 30 listopada 2010 roku. Znalazł się również na ścieżce dźwiękowej do gry komputerowej FIFA 11, a później został włączony do kolejnego albumu studyjnego Gravity the Seducer.
12 stycznia 2011 roku zremiksowane wersje utworu pojawiły się na cyfrowo dystrybuowanej EP-ce wydanej przez Nettwerk.

## Pozycje na listach przebojów
| Organizacja             | Lista                 | Najwyższa pozycja | Źr.    |
| ----------------------- | --------------------- | ----------------- | ------ |
| Official Charts Company | UK Dance Albums       | 28                | [ 20 ] |
| Official Charts Company | UK Independent Albums | 28                | [ 21 ] |

## Best of Remixes
8 marca 2011 roku, wcześniej niż Best of 00–10, wydano cyfrowo towarzyszącą kompilację zatytułowaną Best of Remixes. Zawierał on siedemnaście utworów zremiksowanych przez zespoły Soulwax, Simian Mobile Disco i Hot Chip, a także m.in. przez następujących muzyków: Tiësto, Felix da Housecat, Bertrand Burgalat, Ewan Pearson, Josh Wink, James Iha czy Apparat.
| Nr  | Tytuł utworu                                           | Remiks              | Długość |
| --- | ------------------------------------------------------ | ------------------- | ------- |
| 1.  | „Seventeen (Soulwax Mix)”                              | Soulwax             | 4:27    |
| 2.  | „Destroy Everything You Touch (Sasha Involv2er Remix)” | Sasha               | 8:23    |
| 3.  | „Ace Of Hz (Tiesto Remix)”                             | Tiësto              | 7:25    |
| 4.  | „Runaway (James Zabiela's Red Eye Remix)”              | James Zabiela       | 8:59    |
| 5.  | „Ghosts (Toxic Avenger Mix)”                           | The Toxic Avenger   | 3:37    |
| 6.  | „Playgirl (Felix Da Housecat Glitz Club Mix)”          | Felix da Housecat   | 6:37    |
| 7.  | „He Took Her To A Movie (Bertrand Burgalat Mix)”       | Bertrand Burgalat   | 3:46    |
| 8.  | „Evil (Ewan Pearson Single Remix)”                     | Ewan Pearson        | 4:11    |
| 9.  | „Blue Jeans (Josh Wink Mix)”                           | Josh Wink           | 6:02    |
| 10. | „Soft Power (Vicarious Bliss Gutter Remix)”            | Vicarious Bliss     | 6:45    |
| 11. | „International Dateline (Simian Mobile Disco Mix)”     | Simian Mobile Disco | 5:20    |
| 12. | „Beauty*2 (Frozen Smoke Remix)”                        | Frozen Smoke        | 4:50    |
| 13. | „Weekend (James Iha Mix)”                              | James Iha           | 4:00    |
| 14. | „Seventeen (Justin Robertson Mix)”                     | Justin Robertson    | 7:05    |
| 15. | „Destroy Everything You Touch (Hot Chip Remix)”        | Hot Chip            | 6:48    |
| 16. | „Last One Standing (Shipps & Tait Remix)”              | Shipps & Tait       | 3:46    |
| 17. | „Tomorrow (Apparat Mix)”                               | Apparat             | 5:39    |
|     |                                                        |                     | 1:37:40 |

Źródło: